# Keone Kapisi
Keone Kapisi (19 aprile 1994) è un calciatore samoano, centrocampista del Maui Sabers.

## Carriera

### Club
Ha sempre giocato nel campionato statunitense.

### Nazionale
Ha collezionato 2 presenze con la propria Nazionale.